# Sandaek
Sandaek es una comuna (khum) del distrito de Batheay, en la provincia de Kompung Cham, Camboya. En marzo de 2008 tenía una población estimada de 10 610 habitantes.
Se encuentra ubicada en la llanura camboyana, a escasa distancia del río Mekong y al sureste del lago Sap (Tonlé Sap).